# Стуруа Роберт Робертович
Роберт Робертович Стуруа (груз. რობერტ რობერტის ძე სტურუა; нар.. 31 липня 1938, Тбілісі, СРСР) — радянський, грузинський і російський театральний режисер, актор. Народний артист СРСР (1982). Лауреат Державної премії СРСР (1979) і Державної премії РФ (1999).

## Біографія
Роберт Стуруа народився в сім'ї грузинського художника Роберта Івановича Стуруа.
З 1956 по 1961 рік навчався на режисерському факультеті Тбіліського театрального інституту.
З 1962 року — в Тбіліському театрі імені Шота Руставелі, учень Михайла Туманішвілі. Перший справжній успіх молодому режисерові принесла поставлена в 1965 році вистава «Сейлемський процес» за п'єсою Артура Міллера «Суворе випробування».
З 1979 року — головний режисер Театру імені Шота Руставелі, з 1980 року — його художній керівник.
В цьому театрі, разом зі своїми постійними співавторами — художник Георгій Алексі-Месхішвілі і композитором Гією Канчелі, здійснив ряд видатних постановок, які отримали визнання далеко за межами Грузії, в їх числі «Кавказьке крейдяне коло» Б. Брехта і «Річард III» В. Шекспіра.
З кінця 1990-х років багато працював у Росії — ставив спектаклі в театрах «Сатирикон» та «Et Cetera».
Ставив також вистави в містах: Дюссельдорф (1977), Саарбрюкен (1978), Афіни (1986, 1989), Москва, Театр імені Вахтангова (1987), Буенос-Айрес (1988, 1999, 2005), Лондон (1990, 1992, 1995), Болонья (1990), Гельсінкі (1991, 1995), Стамбул (1994), Тель-Авів (1995), Софія (2001), Москва (2002, 2004), Київ (2003), Анкара (2004), Єрусалим (2007). Здійснив багато постановок п'єс В. Шекспіра, Софокла, Мольєра, А. Чехова, Б. Брехта, А. Островського, М. Шатрова.
Наказом міністра культури і захисту пам'ятників Грузії від 9 серпня 2011 року був звільнений з посади художнього керівника Театру імені Шота Руставелі з 15 серпня 2011 року; офіційна причина звільнення — його ксенофобські висловлювання. «Ми не будемо фінансувати ксенофобію», — заявив міністр культури Грузії Ніка Руруа. На своєму творчому вечорі режисер допустив ряд різких висловлювань на адресу Михайла Саакашвілі і заявив, що на чолі країни хотів би бачити грузина, в той час як Саакашвілі, за його словами, вірменин. При цьому підкреслив, що любить вірмен, що у нього близькі родичі вірмени, — це не завадило ряду представників урядового оточення звинуватити його в ксенофобії.
Після звільнення отримав запрошення в театр «Et Cetera» (Москва), головним режисером якого є з 2011 року і по даний час.
У листопаді 2012 року наказом міністра культури Грузії Гурама Одішарія був відновлений на посаді художнього керівника Театру ім. Ш. Руставелі. Проте режисер заявив, що не вступить на посаду до тих пір, поки вона не буде сформульована так: художній керівник — керуючий театром.
В червні 2013 року відкрив у Тбілісі власний театр «Фабрика», який йому подарував прем'єр-міністр Грузії Бідзіна Іванішвілі. Першою прем'єрою на новому майданчику став спектакль «Марія Каллас. Урок» за п'єсою Терренса Макнеллі «Майстер-клас».
Був членом редакційної ради журналу «Детектив і політика».

### Родина
- Батько — Роберт Стуруа (1918—1982), художник
- Мати — Цуца (Маквала) Болквадзе
- Дружина — Дудана Михайлівна Квеселава (нар.. 1939), фахівець з англійської мови, мистецтвознавець
- Сини:
  - Георгій (Гага) (нар.. 1968), історик
  - Михайло (Міхо) (нар.. 1973), кінооператор.

## Звання та нагороди

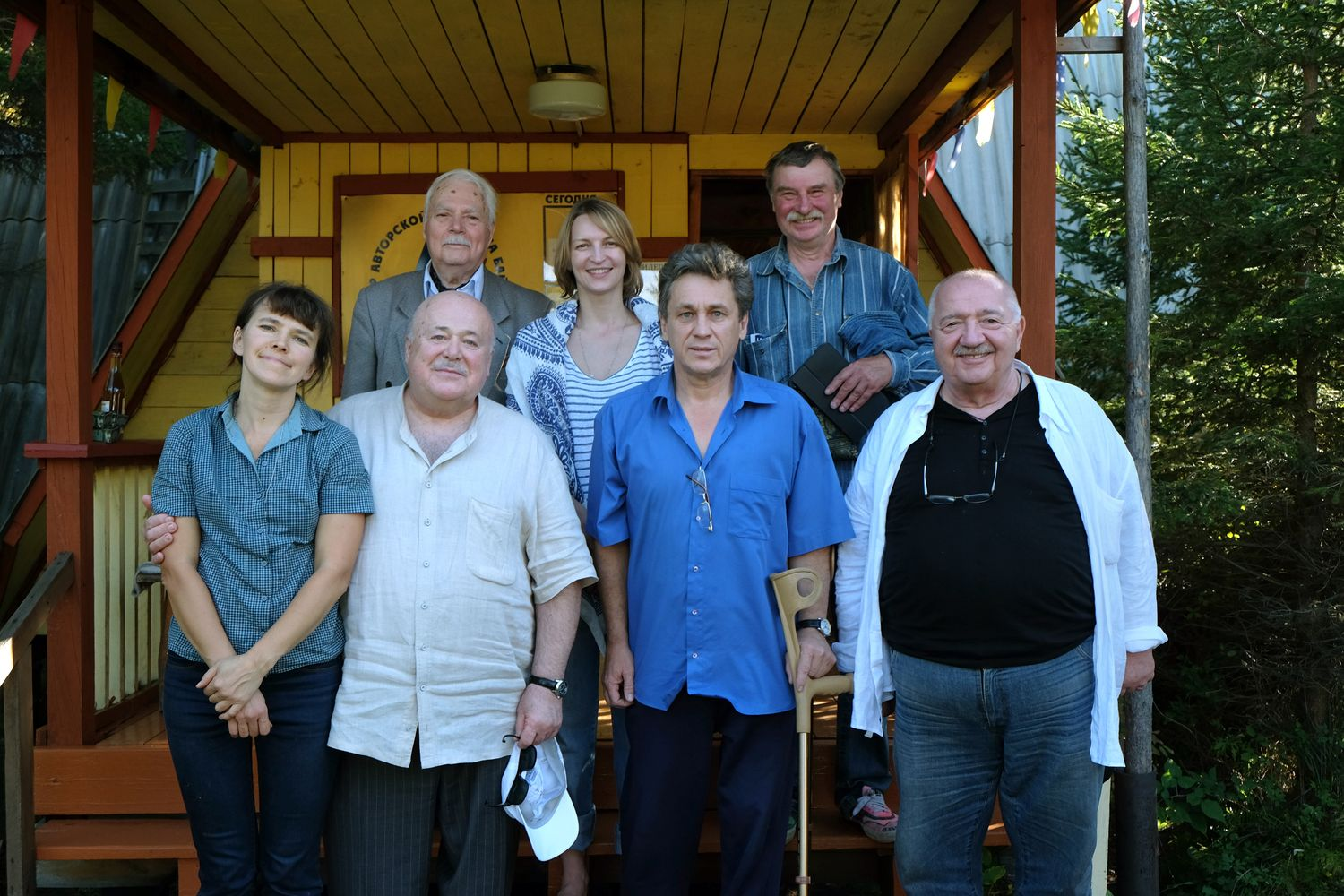
13.09.2015 р. Олександр Калягін, Роберт Стуруа разом з кількома акторами в Театрі авторської пісні Євгена Кравля.

- Заслужений діяч мистецтв Грузинської РСР (1976)[10]
- Народний артист Грузинської РСР (1980)
- Народний артист СРСР (1982)
- Народний артист Абхазької Автономної Республіки (1996)
- Державна премія СРСР (1979)
- Державна премія Російської Федерації в галузі просвітницької діяльності (2000) — за міжнародні різдвяні фестивалі мистецтв, програми «Весь світ — наш дім», «Театр „Глобус“ — дітям-сиротам»[11]
- Державна премія Грузинської РСР імені Коте Марджанішвілі (1976)
- Державна премія Грузинської РСР ім. Шота Руставелі (1981)
- Державна премія Грузії (1996)
- Орден Честі (1998)
- Орден Дружби (2008, Росія) — за великий внесок у розвиток російської культури і мистецтва, зміцнення російсько-грузинських культурних зв'язків[12][13]
- Премія імені Михайла Туманішвілі (1997)
- Премія імені Олександра Казбегі (1999)
- Міжнародна Премія Станіславського (Міжнародний Фонд К. С. Станіславського, 2002)[14]
- Премія імені Георгія Товстоногова (2009)
- Премія Чаплін-клубу (1998)
- Міжнародні премії: імені Альберта Швейцера (1975), премія Англійської критики (1980), премія Італійської критики (1981), премія Державного університету Аргентини (Буенос-Айрес, 1988).
- Постановка «Гамлета» на сцені театру «Ріверсайд Стьюдіоз» (Лондон) у 1992 році була внесена Міжнародним Шекспірівським суспільством в число 10 найкращих світових постановок «Гамлета» за 50 років
- Театральна премія «Чайка» — за найоригінальнішу режисерську інтерпретацію (Москва, 1998)
- Спеціальний приз Руставського міжнародного театрального фестивалю 1998 року — «Золота медаль президента»
- Гран-прі фестивалю «Балтійський дім» (1998)
- Президентська золота медаль за видатні заслуги у справі розвитку грузинської театральної культури (2000)
- Театральна премія «Золота маска» — за видатний внесок у розвиток театрального мистецтва (Москва, 2013)
- Почесний громадянин Тбілісі (1996).

## Творчість

### Театральные постановки
Студентські роботи
- «Пан Леонардо перед обличчям реакції»
- «Де тонко, там і рветься»  І. С. Тургенєва
- «Скарб» А. Міллера (дипломна робота)

 Театр імені Шоти Руставелі
- 1965 — «Сейлемський процес» за  А. Міллером
- 1969 — « Мачуха Саманішвілі»  Д. Клдіашвілі (разом з  Т. Чхеїдзе)
- 1974 — «Кваркаре Тутабері»  П. Какабадзе
- 1975 — «Кавказьке крейдяне коло»  Б. Брехта. Музика  Гії Канчелі
- 1979 — « Річард III»  У. Шекспіра
- 1980 — «Роль для актриси»  Т. Чіладзе
- 1980 — «Сині коні на червоній траві»  М. Шатрова
- 1981 — «Варіації на сучасну тему» Р. Стуруа, Л. Попхадзе,  А. Варсимашвілі
- 1983 — «Похорон в Каліфорнії»  Р. Ібрагімбекова
- 1987 — «Король Лір» В. Шекспіра
- 1991 — « Макбет» В. Шекспіра
- 1992 — «Життя є сон»  П. Кальдерона
- 1993 — «Добра людина із Сичуані»  Б. Брехта
- 1994 — «Євангеліє від Якова» за букварем  Я. Гогебашвілі «Грузинська азбука» (1865)
- 1996 — «Ламара»  Г. Робакідзе (разом З Д. Хінікадзе)
- 1997 — «Що ж з того, що мокрий бузок»  Л. Табукашвілі
- 1998 — «Жінка-Змія» К. Гоцці (спільно з Д. Сакварелідзе)
- 2000 — «Чи людина він?»  І. Чавчавадзе
- 2000 — « Дванадцята ніч» В. Шекспіра
- 2000 — «Гамлет» В. Шекспіра[2]
- 2003 — « В очікуванні Годо»  С. Беккета[15]
- 2004 — «Стікс», музична містерія, на музику Г. Канчелі
- 2005 — «Солдат, любов, хлопчик з охорони та … президент» Л. Бугадзе
- 2006 — «Негаразди Даріспана»  Д. Клдіашвілі (разом з З. Папуашвілі)
- 2006 — «Дванадцять розгніваних чоловіків»  Р. Роуза (разом з Р. Чхаїдзе)
- 2011 — «Сезон полювання»  Т. Чіладзе
- «Ханума»  О. Цагарелі
- «Початок»  О. Гельмана

 Московський театр «Et Cetera»
- 2000 — « Шейлок» В. Шекспіра (художник Г. Алексі-Месхішвілі, композитор Г. Канчелі)
- 2002 — «Останній запис Креппа» С. Беккета (художник Г. Алексі-Месхішвілі, композитор Г. Канчелі. Премія «Цвях сезону» 2003 роки)
- 2010 — « Буря» У. Шекспіра (художник Г. Алексі-Месхішвілі, композитор Г. Канчелі)
- 2012 — «Нічого собі містечко для годування собак» Т. Нуї (художник Г. Алексі-Месхішвілі, композитор Г. Канчелі)
- 2012 — «Зоряний хлопчик» О. Вайльда (художник Анна Нінуа[2])
- 2013 — «Комедия ошибок» В. Шекспіра (художник Г. Алексі-Месхішвілі, композитор Г. Канчелі)
- 2017 — «Ревізор. Версія» М. Гоголя (художник по костюмам А. Нінуа)

Московський театр «Сатирикон»
- 1998 — «Гамлет» В. Шекспіра (художник Г. Алексі-Месхишвілі, композитор Г. Канчелі[3])
- 2002 — « Синьйор Тодеро — господар» К. Гольдоні (художник Г. Алексі-Месхішвілі, композитор Г. Канчелі[16])

Інші театри
- 1992 — «Гамлет» В. Шекспіра (театр «Ріверсайд Стьюдіоз», Лондон)
- 2003 — «Цар Едіп» Софокла (Національний академічний драматичний театр ім. Івана Франка, Київ)
- 2004 — «Гамлет» В. Шекспіра (Державний театр, Анкара)
- 2004 — «Ромео і Джульєтта» В. Шекспіра ( Театр імені О. С. Пушкіна, Москва)
- 2005 — «Кар'єра Артуро Уї» Б. Брехта (Театр «Сан Мартін», Буенос-Айрес)

### Оперні постановки
- 1983 — «Мучеництво Шушашік»  Б. Квернадзе
- 1984 — «Музика для живих» Г. Канчелі
- 1986 — « Барбалья»  В. Долідзе (в інтерпретації  В. Кахідзе)
- 1990 — « Вогняний Ангел»  С. Прокоф'єва
- 1991 — «Отелло» Джузеппе Верді
- 1999 — « Кармен»  Ж. Бізе
- 1999 — «Видіння Івана Грозного» С. Слонімського (Самарський театр опери і балету)
- 1999 — «Музика для живих» Г. Канчелі (Німеччина)
- 2004 — « Мазепа» П. Чайковського (Большой театр, Москва)
- «Пригоди гульвіси» І. Стравінського (Большой театр, Москва)

### Фільмографія
Ролі в кіно
- 1970 — Жив співочий дрізд —  Сосо
- 1992 — Золотий павук —  продавець
- 2005 —  Прогулянка в Карабах —  Іло Небіерідзе

Режисер
- 1979 — Річард III (фільм-спектакль)
- 1987 — Король Лір (фільм-спектакль)
- 1989 — Брестський мир (фільм-спектакль)
- 1996 — Макбет (фільм-спектакль)
- 2004 — Кавказьке крейдяне коло (фільм-спектакль)
- 2007 — Синьйор Тодеро — господар (фільм-спектакль)

Сценарист
- 2004 — Кавказьке крейдяне коло (фільм-спектакль) (сценічна редакція п'єси Б. Брехта)

Участь у фільмах
- 1987 — Хто? Що? Як? Розповідь про третій всесоюзному фестивалі молодіжних вистав (документальний)
- 1988 — Нічого більше не вмію (документальний)
- 2009 — Олександр Філіппенко. Невгамовний (документальний)
- 2011 — Гія Канчелі. Життя в звуках (документальний)
- 2012 — Здрастуйте, я ваш Калягін! (документальний)

### Літературні праці
П'єси «Звинувачення», «Варіації на сучасну тему», «Концерт для двох скрипок у супроводі східних інструментів».